# Manzutus mexicana
Manzutus mexicana är en insektsart som beskrevs av Victor Antoine Signoret 1855. Manzutus mexicana ingår i släktet Manzutus och familjen dvärgstritar. Inga underarter finns listade i Catalogue of Life.